# Boussire
Boussire is een gehucht in Bévercé, deelgemeente van de Waalse stad Malmedy in de Belgische provincie Luik. Het ligt zo'n 3,5 kilometer ten noordoosten van het stadscentrum van Malmedy, tegen de gemeentegrens met Weismes. Net zoals de op Boussire aansluitende gehuchten Chôdes en G'doumont, heeft het plaatsje vooral verspreide bewoning op een heuvelrug. Anderhalve kilometer ten zuidoosten ligt het gehuchtje Libomont in Weismes.

## Geschiedenis
Op de Ferrariskaart uit de jaren 1770 is het gehucht Boussiere weergegeven. Tijdens de Franse bezetting op het eind van de 18de eeuw was het gebied deel van het Franse departement Ourthe; daarna was het in de 19de eeuw onderdeel van de Pruisische Rijnprovincie. In 1887 werden verschillende landelijke dorpjes en gehuchtjes rond de stad Malmedy samengebracht in een nieuwe gemeente (Landbürgermeisterei) Bévercé. Binnen die gemeente werd Boussire ondergebracht in de sectie (Landgemeinde) Géromont.
Na de Eerste Wereldoorlog werd het gebied met de gemeente Bévercé als deel van de Oostkantons aangehecht bij België.
Bij de gemeentelijke herindelingen werd Bévercé in 1977, met het gehucht Boussire, bij de gemeente Malmedy gevoegd.

## Geografie
Boussire ligt op een heuvelrug ten zuiden van de Warche en ten noorden van de Warchenne. Deze vlakbij gelegen rivieren liggen in dalen die ruim 100 meter lager liggen.

## Economie
Een paar honderd meter ten noorden van Boussire ligt de steengroeve van Boussire, de Carrière de Boussire. De ontginning begon reeds in de 18de eeuw. Monniken haalden er stenen voor de abdijkerk, de latere kathedraal van Malmedy. Daarna werd de groeve nog weinig gebruikt, tot de activiteiten in 1953 hernomen werden met het ontginnen van stenen voor de bouw. Men ontgint er de zogenaamde "Arkose van Boussire".
Deelgemeenten: Bellevaux-Ligneuville · Bévercé · Malmedy

Overige kernen: Arimont · Baugnez · Bellevaux · Bernister · Boussire · Burnenville · Chevofosse · Chôdes · Cligneval · Difflot · Falize · Floriheid · G'doûmont · Géromont · Gohimont · Hédomont · Lamonriville · Lasnenville · Ligneuville · Longfaye · Macampagne · Mé · Meiz · Mont · Otaimont · Planche · Pont · Préaix · Reculémont · Ronxhy · Warche · Winbomont · Xhoffraix · Xhurdebise

Belgische gemeenten · arrondissement Verviers · provincie Luik · Wallonië